# Portada/efemèride agost 15
Oscar Peterson
« 14 d'agost · 15 d'agost · 16 d'agost »